# Solomon Okoronkwo
Solomon Ndubisi Okoronkwo (* 2. březen 1987, Enugu) je nigerijský fotbalový útočník působící od roku 2013 v německém klubu FC Erzgebirge Aue.

## Klubová kariéra
S fotbalem začínal v nigerijském klubu River Lane Youth Club a v roce 2002 odešel hrát do konkurenčního Gabros International FC.
První zahraniční angažmá přišlo s rokem 2005, kdy si ho do svého klubu přivedlo vedení německého týmu Hertha BSC. V tomto klubu se však nikdy výrazněji neprosadil a v roce 2007 byl dokonce poslán na hostování do týmu nižší soutěže, Rot-Weiss Essenu.
V roce 2008 přestoupil do ruského Saturnu Moskevská oblast.

## Reprezentační kariéra
Získal stříbrnou medaili z olympiády v Pekingu 2008 jako člen národního týmu Nigérie do 23 let.